# Crella brunnea
Crella brunnea är en svampdjursart som först beskrevs av Hansen 1885.  Crella brunnea ingår i släktet Crella och familjen Crellidae.
Artens utbredningsområde är Norge. Inga underarter finns listade i Catalogue of Life.